# Os de palla

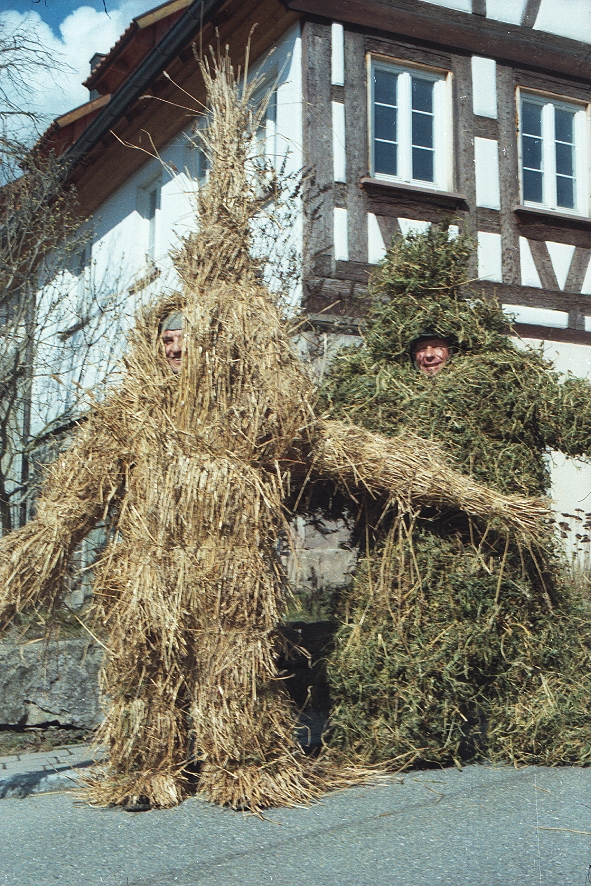
Ossos de blat i palla de pèsol, Empfingen, Baden-Württemberg

L'os de palla és un personatge tradicional que apareix a Alemanya, Suïssa i Àustria durant les desfilades de carnestoltes o en festivals relacionats amb la Candelera o la Nit de Nadal.
Les persones que participen es vesteixen amb vestits fets de palla, o són embolcallats en palla, imitant els ossos. La palla emprada pot ser de blat, sègol, civada, espelta o pèsol; també s'utilitzen branques i material artificial per als vestits. Els ossos poden ser relativament realistes en aparença amb detalls tipus màscares, o tocats totalment arrodonits, o poden ser més abstractes, amb els caps estrets.

## Història

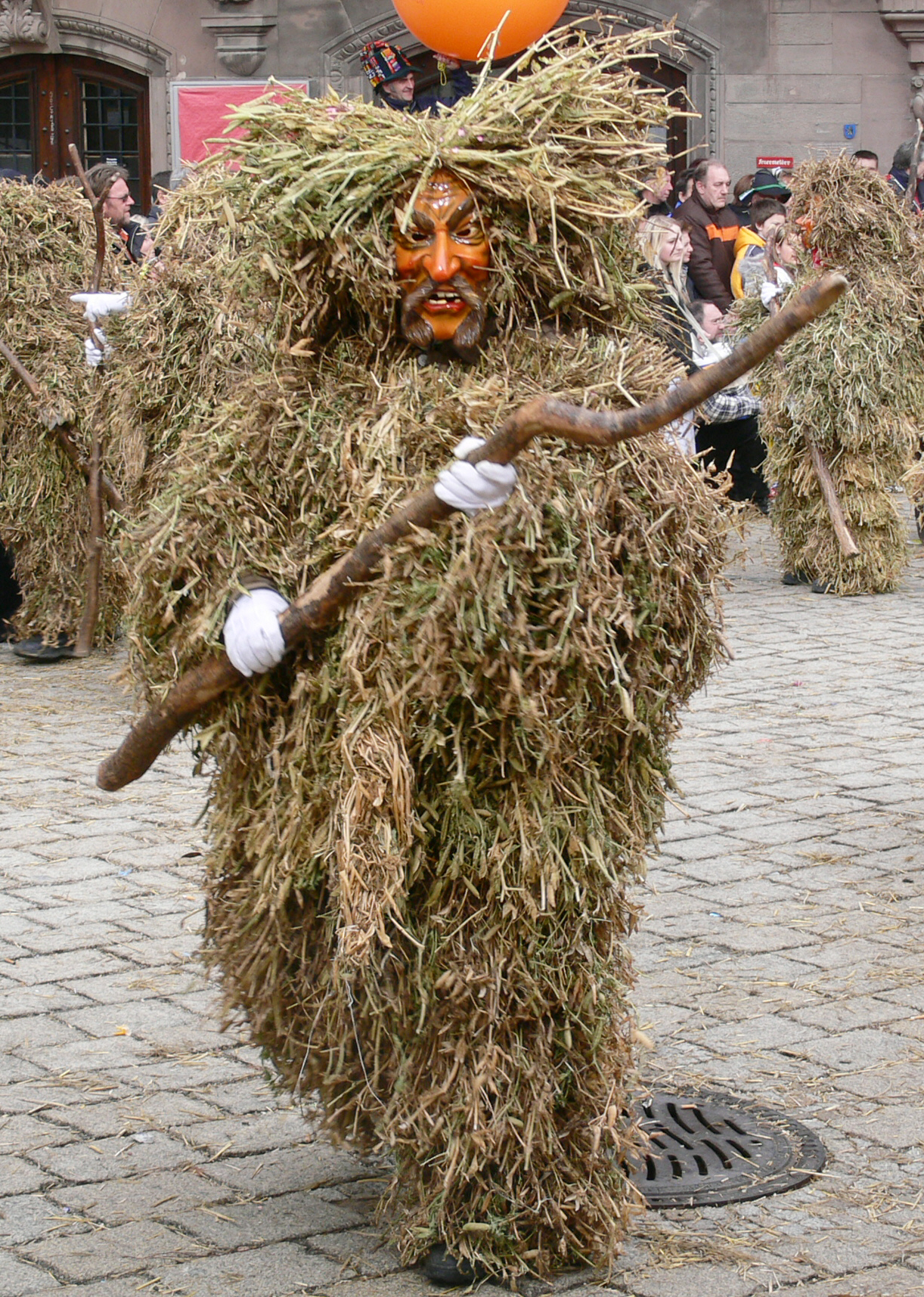
Hooriger Bär, l’home salvatge cobert de palla de pèsol de Singen es va desenvolupar a partir d’un os de palla

Els ossos de palla podrien derivar de la figura de l'home salvatge, pròpia del carnestoltes medieval. També foren en principi personificacions de l'hivern, i la seva escenificació a inicis o a finals d'aquesta estació va ser vist com un ritual per la comunitat. Altres pensen que només pretenien representar els ossos ballarins que els orsalhèrs exhibien a les places i fires dels pobles com a forma d'entreteniment popular.
En un principi, els ossos de palla anaven acompanyats per grups d'assistents i músics i visitaven cases, mendigant de porta en porta. Una de les referències més conegudes és de Wurmlingen el 1852. En la majoria dels casos eren recompensats amb regals d'ous, llard i farina (pot tenir algun significat que aquests tres articles siguin de color blanc), o fasnetsküchle (bunyols de carnestoltes), o diners. Al final del dia el grup compartiria o consumia els seus regals en una taverna. Aquest costum ja no es practica; la majoria dels ossos de palla ara apareixen com a part de les processons del carnaval, encara que hi ha alguns que encara romanen independents en el seu propi carnestoltes.
Els ossos de palla apareixen particularment en comunitats agrícoles. Tot i que la tradició ja no està estesa com abans, encara es poden trobar a: Baden-Württemberg, Hesse (particularment el Vogelsberg), Baixa Saxònia, Baviera, el Hunsrück i Eifel àrees de Renania-Palatinat, i Turingia.
Avui dia s'associa particularment amb el "Carnestoltes Swabian-Alemannic" o Fastnacht en el sud-est d'Alemanya enmig del riu Neckar i el llac Constança de Baden-Württemberg. Anteriorment també hi havia ossos de palla a Pomerania, Renania i Alemanya Occidental. En alguns llocs els personatges de palla embolcallada no pretenen representar els ossos i se'ls coneix simplement com a homes de palla.
La caiguda de la popularitat dels personatges de palla en el carnestoltes es deu en gran part a la dificultat d'obtenir la palla amb la durada i la qualitat adequades. Agricultors moderns generalment prefereixen conrear amb palla més curta, o usar aerosols químics per fer la palla més petita de manera que els seus cultius siguin menys propensos a danys per tempestes. Els materials artificials han remplaçat la palla en alguns llocs. En d'altres, com Hirschauer, on el Äschadreppler està vestit tradicionalment amb palla de pèsols, els cultius estan sent especialment plantats per garantir el subministrament de la palla apropiada per al vestuari d'aquesta figura del costumari.
Actualment, vestits moderns d'ossos de palla es poden mantenir d'any en any, mentre que antigament la tradició era que es cremessinn al final del dia en què s'utilitzaven. Això encara succeeix en alguns llocs.

## Vestits similars en altres països
- Strohschab, paneroles de palla apareixen entre finals de novembre i 5 de desembre en la "Desfilada de Sant Nicolàs" en Oberndorf, Kainisch, Krungl, Bad Mitterndorf i Tauplitz, Àustria.[4][5]

- Processons Shrovetide, Bohèmia. A la ciutat de Hlinsko, a la República Txeca, i sis pobles propers incloent, Blatno, Studnice i Vortová, a la regió oriental de Hlinecko Bohèmia, homes i nens vestits amb vestits colorits que representen personatges tradicionals passen un dia sencer anant de porta en porta, acompanyats per una banda de música, visitant totes les llars de la comunitat. Alguns dels personatges són homes de palla, disfressats amb vestits fets de palla d'arròs, amb les cares ennegrides i alts barrets de palla; ells roden per terra abraçant les dones, el que es diu que confereix fertilitat. Les mestresses de casa recullen palla de les faldilles dels homes de palla i ho porten a casa per alimentar a les seves aus de corral. Una dansa ritual es realitza davant de cada casa, per assegurar la riquesa per a la família i una bona collita. Al final del dia, els homes realitzen un ritual anomenat "Matar al Mare"; el Mare, un cavall de l'afició, és "mort" pels seus suposats pecats. És llavors ressuscitat (amb alcohol) i executa una dansa, amb la participació dels espectadors. Aquest costum ha sobreviscut malgrat que fou prohibit als segles XVIII i XIX per l'Església catòlica i en el segle XX pel govern Socialista. Ara ha estat reconegut per la UNESCO com un element del Patrimoni Cultural Immaterial de la Humanitat.[6]

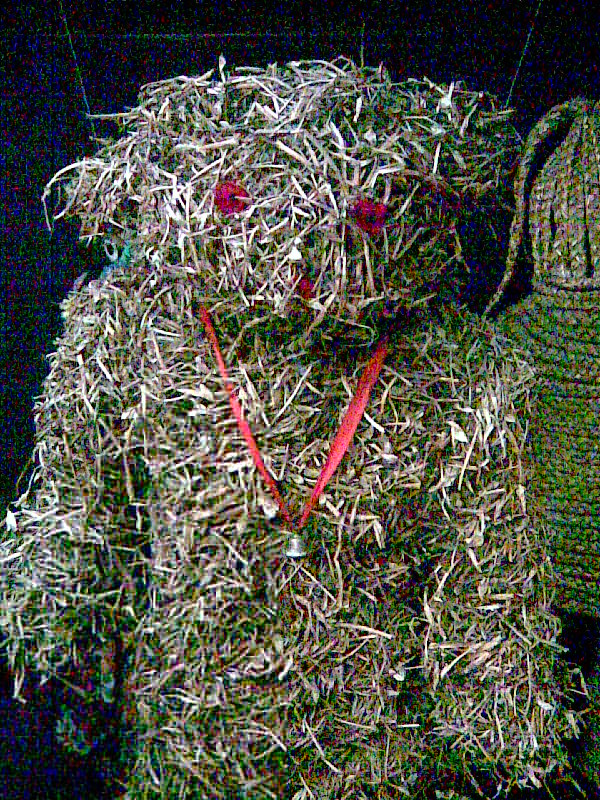
Shrovetide os de palla polonès en el Museu Nacional d'Etnografia de Varsòvia

- Niedźwiedź zapustny, Polònia. Els ossos de palla de carnestoltes també eren coneguts a Polònia.

### La branca daurada
- En el llibre La branca daurada, l'antropòleg James George Frazer va descriure exemples d'ossos de palla que es realitzen a la fi de l'hivern o principis de la primavera, sobretot en quaresma, per representar el carnestoltes, la mort, o l'hivern, on es vesteixen i desfilen abans que les seves disfresses siguin cremades o destruïts per altres mitjans. La majoria dels exemples són animats, però uns pocs involucren persones vestides de palla.
  - En el Erzgebirge s'observa el següent cada any en el carnestoltes des de començaments del segle xvii. Dos homes disfressats d'Homes salvatges, de matoll i molsa, l'altre de palla, van ser conduïts pels carrers, i per fi portats a la plaça del mercat, on van ser perseguits per tot arreu, disparats i apunyalats. Abans de caure es van trontollar amb gestos estranys i van llançar sang a les persones de les càmeres de sang que portaven. Quan estaven a baix, els caçadors els van col·locar en les ribes i els van portar a la casa, els miners que marxaven al costat d'ells amb sinuoses explosions de les seves eines de mineria ressonaven com si haguessin pres un noble cap del joc. Un costum molt similar de Shrovetide encara s'observa prop de Schluckenau a Bohèmia. Un home vestit com un home salvatge és perseguit per diversos carrers fins que arriba a un camí estret a través del qual una corda s'estira. L'home ensopega i, caient a terra, és sorprès i atrapat pels seus perseguidors. El botxí corre a dalt i apunyala amb l'espasa una bufeta plena de sang que l'home salvatge porta al voltant del seu cos; pel que l'home salvatge mor, mentre que un doll de sang enrogeix el sòl. L'endemà, un home de palla, compost per semblar-se a l'home salvatge, es col·loca en una llitera, i, és acompanyat per una gran multitud, s'aventa a una piscina pel botxí. La cerimònia es diu "enterrant el Carnestoltes".[7]
  - …a la regió del Rin Mitjà, un representant de l'estiu vestit d'heura combat a un representant de l'hivern vestit amb palla o molsa i finalment obté una victòria sobre ell. L'enemic vençut es tira al terra i és despullat del seu embolcall de palla, que s'esbocina i s'escampa al voltant, mentre que els companys de joventut dels dos campions canten una cançó per commemorar la derrota de l'hivern per l'estiu.[8]
  - En Goepfritz, a la Baixa Àustria, dos homes que personificaven a l'estiu i l'hivern solien anar de casa en casa el dimarts de Carnestoltes, i per tot arreu se'ls donava la benvinguda amb gran delit. El representant de l'estiu estava vestit de blanc i portava una falç; el seu company, que va interpretar el paper de l'Hivern, tenia una gorra de pell en el cap, els braços i les cames estaven embolicades en palla, i portava un fuet. A cada casa cantaven versos alternativament.
  - En el districte d'Aquisgrà en el Dimecres de Cendra, és costum que un home és tancat en els pèsols de palla i portat a un lloc designat. Aquí se li despulla dissimuladament de la seva carcassa de palla, que després és cremada, fent pensar als nens que és l'home el que està sent cremat.[9]